# Strada statale 615 di Monte Luco
La ex strada statale 615 di Monte Luco (SS 615), ora strada regionale 615 di Monteluco (SR 615), era una strada statale italiana, il cui percorso è per intero sviluppato nel comune dell'Aquila. Attualmente è classificata come strada regionale.

## Percorso
La strada inizia nei pressi della stazione ferroviaria e costeggia le mura della città all'altezza della fontana delle 99 cannelle. Dopo poco si distacca verso sud, attraversando sia la linea ferroviaria Terni-Sulmona tramite passaggio a livello, sia il fiume Aterno, iniziando così la salita per raggiungere la località di Roio ed in particolare la frazione di Poggio di Roio.
Da qui la strada ridiscende verso sud-est fino a raggiungere la frazione di Pianola, superata la quale l'arteria vira verso nord incrociando dapprima la strada statale 684 Tangenziale Sud di L'Aquila ed infine innestandosi sulla strada statale 17 dell'Appennino Abruzzese e Appulo Sannitico nei pressi del centro storico della città, vicino a Porta Napoli.

## Storia
Venne istituita col decreto del Ministro dei lavori pubblici del 9 luglio 1970, con i seguenti capisaldi d'itinerario: "Innesto alla strada statale n. 17-bis al piazzale delle ferrovie dello Stato di L'Aquila - Poggio Roio - Pianola - Innesto strada statale n. 17 alla progressiva km.ca 36+480".
In seguito al decreto legislativo n. 112 del 1998, dal 2001 la gestione è passata dall'ANAS alla Regione Abruzzo che ha provveduto al trasferimento dell'infrastruttura al demanio della Provincia dell'Aquila.

## Strada statale 615 dir di Monte Luco
La ex strada statale 615 dir di Monte Luco (SS 615 dir), ora strada regionale 615 dir di Monteluco (SR 615 dir), era una strada statale italiana, il cui percorso è per intero sviluppato nel comune dell'Aquila. Attualmente è classificata come strada regionale.
La strada inizia nel borgo di Poggio di Roio staccandosi dalla ex SS 615 e sale verso la sommità del colle di Monte Luco, dov'è posta la facoltà di Ingegneria dell'Università degli Studi dell'Aquila.
Venne istituita col decreto del Ministro dei lavori pubblici del 9 luglio 1970, con i seguenti capisaldi d'itinerario: "Poggio Roio - Monte Luco".
In seguito al decreto legislativo n. 112 del 1998, dal 2001 la gestione è passata dall'ANAS alla Regione Abruzzo che ha provveduto al trasferimento dell'infrastruttura al demanio della Provincia dell'Aquila.